# Hernádkak
Hernádkak là một thị trấn thuộc hạt Borsod-Abaúj-Zemplén, Hungary. Thị trấn này có diện tích 10,9 km², dân số năm 2010 là 1663 người, mật độ 153 người/km².